# SS-GB
SS-GB è una miniserie televisiva britannica trasmessa dal 19 febbraio al 19 marzo 2017 sul canale BBC One.
La serie è tratta dal romanzo SS-GB del 1978 di Len Deighton, pubblicato in Italia da Sellerio

## Trama
La serie è ambientata in una timeline alternativa, con la Germania nazista che nel 1940 vince la battaglia d'Inghilterra e occupa il Regno Unito.

## Personaggi e interpreti

### Personaggi delle forze alleate
- Sovrintendente Douglas Archer, interpretato da Sam Riley
- Barbara Barga, interpretata da Kate Bosworth
- Sergente Harry Woods, interpretato da James Cosmo
- Sylvia Manning, interpretata da Maeve Dermody
- George Mayhew, interpretato da Jason Flemyng
- Agente di polizia Jimmy Dunn, interpretato da Aneurin Barnard
- Dottor John Spode, interpretato da James Northcote

### Personaggi delle forze tedesche
- Dottor Oskar Huth, interpretato da Lars Eidinger
- Fritz Kellermann, interpretato da Rainer Bock

## Episodi
| Stagione       | Episodi | Prima TV UK | Prima TV Italia |
| -------------- | ------- | ----------- | --------------- |
| Prima stagione | 5       | 2017        | inedita         |